# Teresa (film, 2023)
Pour les articles homonymes, voir Teresa.
Pour plus de détails, voir Fiche technique et Distribution.
Teresa est un film dramatique espagnol de Paula Ortiz basé sur l'œuvre de Juan Mayorga.
Le film est joué par Blanca Portillo et Asier Etxeandiia.

## Distribution
- Blanca Portillo : Teresa
- Asier Etxeandia
- Claudia Traisac : Juana
- Urko Olazabal : le père de Teresa